# Robert Foxcroft
Robert Samuel Foxcroft (London, 17 agosto 1934 – Scarborough, 20 novembre 2009) è stato uno schermidore canadese.

## Biografia
Ha partecipato ai Giochi della XVIII Olimpiade di Tokyo nel 1964 ed ai Giochi della XX Olimpiade di Monaco nel 1972.

## Palmarès
In carriera ha conseguito i seguenti risultati:
- Giochi Panamericani:

Chicago 1959: bronzo nella sciabola a squadre.
Winnipeg 1967: bronzo nella sciabola a squadre.